# Sint-Pieterskerk (Schorisse)

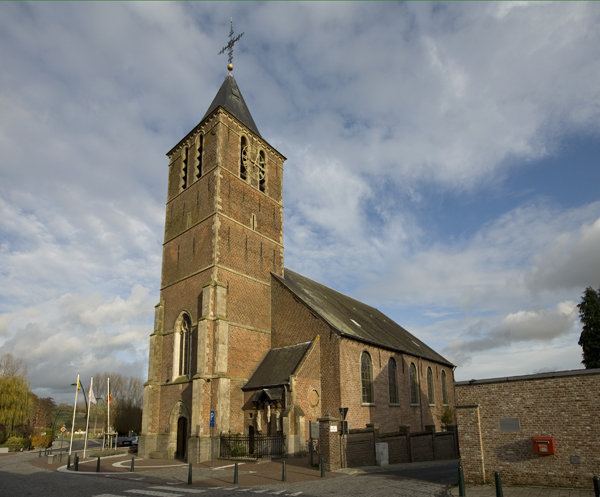
Sint-Pieterskerk

De Sint-Pieterskerk is de parochiekerk van de tot de Oost-Vlaamse gemeente Maarkedal behorende plaats Schorisse, gelegen aan de Essestraat 1.

## Geschiedenis
In 1177 werd de parochiekerk voor het eerst vermeld, toen het patronaatsrecht werd toegekend aan de Sint-Amandsabdij in Saint-Amand-les-Eaux. Mogelijk betrof het een eenbeukige kruiskerk waarvan de vieringtoren in 1627 werd gesloopt. Wel bleef de laatgotische westtoren van 1538. In 1566 en 1579, tijdens de beeldenstorm, vonden vernielingen plaats. Daarna werd de kerk hersteld. In 1684-1685 werd een noordelijke zijbeuk opgericht, in 1701-1702 volgde een zuidelijke zijbeuk. Omstreeks 1760 werden koor en sacristie gebouwd, alsmede een doopkapel.
In 1788-1790 werd de kerk afgebroken waarbij het koor, de westtoren en de doopkapel bleven behouden. Hiertussen werd een nieuw driebeukig schip gebouwd. Het classicistisch stucwerk en de nieuwe altaren van 1790 werden door Carlo Moretti vervaardigd.
In 1949 werd het koor getroffen door brand waarbij een altaar, vervaardigd door Karel Mahieu, verloren ging.

## Gebouw
Het betreft een georiënteerde bakstenen driebeukige kerk met voorgebouwde toren en driezijdig afgesloten koor. De toren heeft vijf geledingen. Het kerkgebouw is voornamelijk in baksteen uitgevoerd.

## Interieur
Een altaarstuk, de Geboorte van Christus, wordt toegeschreven aan Gaspar de Crayer. De kerk bezit een 16e-eeuws houten beeld van Sint-Margaretha.
De twee zijaltaren werden door Carlo Moretti vervaardigd. Het koorgestoelte is van 1793. De preekstoel is samengesteld uit een aantal onderdelen waarbij de kuip, van 1670, het oudste deel is. Een biechtstoel van 1687 is in barokstijl. Twee biechtstoelen uit het midden van de 18e eeuw hebben rococo-stijlkenmerken. Het zandstenen doopvont stamt uit de 15e eeuw.
In de kerk is een grafmonument voor Jacqueline van Gavere-Schorisse , vrouw van heer van Zottegem Jan van Luxemburg, kinderloos overleden in Portugal op 17 april 1485, met opschrift douariere de Sotteghem [...] veuve du noble et puissant seigneur Jean de Luxembourg [...] qui trespassa en Portugal.
Het orgel werd in 1836-1837 vervaardigd door Pierre van Peteghem.